# Carbonato de níquel (II)
El carbonato de níquel (II) describe uno o una mezcla de compuestos inorgánicos que contienen níquel y carbonato. Desde el punto de vista industrial, un carbonato de níquel importante es el carbonato básico de níquel con la fórmula Ni4CO3(OH)6(H2O)4. Los carbonatos más sencillos que se encuentran con más probabilidad en el laboratorio son el NiCO3  y su hexahidrato. Todos ellos son sólidos paramagnéticos de color verde que contienen cationes Ni2+. El carbonato básico es un producto intermedio en la purificación hidrometalúrgica del níquel a partir de sus minerales y se utiliza en la galvanoplastia del níquel.

## Preparación
El hexahidrato NiCO3•6H2O se forma por electrólisis del níquel metálico en una atmósfera de dióxido de carbono. Cuando se calientan soluciones acuosas de cloruro de níquel bajo altas presiones de dióxido de carbono, se forman formas verdes y amarillas de NiCO3 anhidro. 

## Estructura y reacciones
El NiCO3 adopta una estructura similar a la de la calcita, en la que el níquel está coordinado en una geometría octaédrica. También se ha caracterizado un pentahidrato mediante cristalografía de rayos X. Este mineral se conoce como hellyerita. El sólido está formado por subunidades [Ni2(CO3)2(H2O)8] con un agua de hidratación adicional.
Los carbonatos de níquel se hidrolizan en contacto con ácidos acuosos para dar soluciones que contienen el ion [Ni(H2O)6]2+, y en el proceso se libera agua y dióxido de carbono. La calcinación de estos carbonatos (proceso que expulsa el CO2 y el agua) da óxido de níquel(II):
NiCO
3  →  NiO + CO
2
La naturaleza del óxido resultante depende del precursor utilizado. El óxido obtenido a partir de carbonato básico suele ser el más útil en catálisis.
El carbonato de níquel básico se puede obtener tratando soluciones de sulfato de níquel con carbonato de sodio:
4 Ni2+ + CO2−
3 + 6 OH−
 + 4 H
2O  →  Ni
4CO
3(OH)
6(H
2O)
4
El carbonato hidratado se ha preparado por oxidación electrolítica del níquel en presencia de dióxido de carbono.
Ni + O + CO
2 + 6 H
2O  →  NiCO
3(H
2O)
4

## Usos
Los carbonatos de níquel se utilizan en algunas aplicaciones cerámicas y como precursores de catalizadores.

## Presencia natural
El carbonato de níquel natural es la hellyerita, mencionada anteriormente. También existen algunos carbonatos básicos de níquel de origen natural. 